# Torrechiara
Torrechiara is een plaats (frazione) in de Italiaanse gemeente Langhirano. Boven het dorp torent het Castello di Torrechiara.